# Сейявр
Се́йявр или Ефимозеро — озеро на реке Курга в западной части Ловозерского района Мурманской области России.
Площадь озера — 21,8 км².
Сейявр находится на высоте 189 м над уровнем моря, к востоку от озера Ловозеро. Сложной формы, вытянуто в субширотном направлении. Есть около десяти островов.

## Данные водного реестра
По данным государственного водного реестра России относится к Баренцево-Беломорскому бассейновому округу, водохозяйственный участок реки — Воронья от гидроузла Серебрянское 1 и до устья. Речной бассейн реки — бассейны рек Кольского полуострова, впадает в Баренцево море.
Код объекта в государственном водном реестре — 02010000711101000003524.